# Jens Nilssøn
Jens Nilssøn (latin Joannis Nicolai, även känd som Jens Nilsen eller Jens Nilsson), född 1538, död 1600, var en norsk präst.
Jens Nilssøn var från 1580 biskop i Oslo och Hamar stift. Han var nitisk i sin ämbetsgärning och befäste reformationen i sina stift, samtidigt som han utövade ett omfattande författarskap. Jens Nilssøns visitationsböcker utgavs 1880-85 och hans predikningar 1917.